# Pida apicalis
Pida apicalis är en fjärilsart som beskrevs av Walker 1865. Pida apicalis ingår i släktet Pida och familjen tofsspinnare. Inga underarter finns listade i Catalogue of Life.